# Around Small Fairy Tales
Around Small Fairy Tales ist ein Crossover-Album von Gianluigi Trovesi, das er mit dem Orchestra da Camera di Nembro Enea Salmeggia unter der Leitung von Bruno Tommaso im Januar 1998 im Papa Giovanni XXIII Auditorium in Nembro bei Bergamo aufgenommen hat und das im gleichen Jahr von dem Jazzlabel Soul Note veröffentlicht wurde.

## Das Album
Around Small Fairy Tales erlebte vor der Plattenaufnahme Aufführungen im Teatro Donizetti und auf dem Jazzfestival Bergamo Jazz. Für das konzertante Werk arbeitete Gianluigi Trovesi, der selbst aus der Gegend von Bergamo stammt und schon immer ein Faible sowohl für Alte Musik als auch für italienische Folklore hatte, hier mit seiner Jazzband und einem 18-köpfigen Kammerensemble seines Heimatortes Nembro, dem Orchestra da Camera di Nembro Enea Salmeggia; in dem Orchester sind seine Tochter Stefania Violinistin und sein Schwiegersohn Stefano Montanari Violinsolist. Die Musik, bis auf einige anonyme italienische Stücke aus dem 14. und 16. Jahrhundert und einem Kyrie von Guillaume Dufay, vollständig von Trovesi komponiert, reflektiert dessen engen Bezug zur Musik seiner lombardischen Heimat, so Marcello Piras in den Liner Notes; alle Kompositionen beziehen sich auf Werke des 15. Jahrhunderts (frottola) bis zum 18. Jahrhundert (sonata e tre). Damit beschwöre er „eine Art imaginärer Renaissance, nicht weit entfernt von der Welt der Kompositionen eines John Lewis.“ Er verweist dabei auf das alte Lied „Sia maledetta L'aqua“ aus dem 16. Jahrhundert, das ähnliche Akkordprogressionen wie Lewis’ Komposition „Django“ aufweist.
Das Album beginnt mit einer Komposition aus dem 16. Jahrhundert, „Sia maledetta l'acqua“, das mit seiner Orchestrierung die klassische Grundstimmung des Albums betont.
Dabei spannt Trovesi den Bogen von der Musik Neapels bis zu der von New Orleans. In der folgenden Suite „La maschere: Pierrot“ schafft er durch an Eric Dolphy erinnernde Schreie und eine von mittel bis stark anschwellende Spannung des Ensemblespiels „eine eindrucksvolle Weite im Aufbau und in den Stimmungen.“

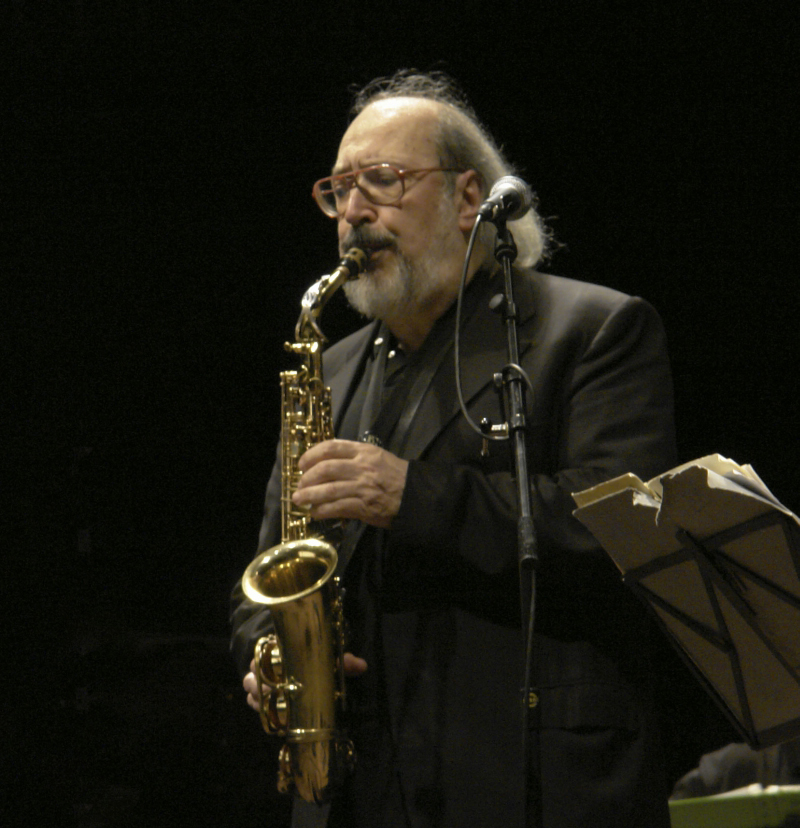
Gianluigi Trovesi (2006)

Das dynamisch-tänzerische „Dance for a King“ zeigt Trovesi als Solisten im Dialog mit dem ganzen Orchester; Brunos Tommasos „La pazzia“ eröffnet er auf der Bassklarinette, bevor er an ein klassisch angehauchtes Violinensolo von Stefano Montanari abgibt; nach dem Ensemblespiel folgt ein Trompetensolo von Emilio Soana. Die klassische Grundstimmung beherrscht auch „C'era una strega, c'era una fata“, das von der Streichergruppe und Solist Montanari dominiert wird; Trovesi ist hier solistisch nur kurz zu hören.
Dem gegenüber ist „Verano“ in einem offenen Jazz/Blues-Idiom angelegt; Trovesi schafft hier auf dem Altsaxophon einige Anleihen bei Coltranes „Olé“ und orientalische Linien, die von Vibraphonist Andrea Dulbecco beantwortet werden. „Illimani“ knüpft wieder an die klassischen Musiktraditionen Neapels an; Solisten sind die Flötistin Ombretta Maffeis und die Oboistin Giuseppina Gerosa. Das Spiel der Harfenistin Elena Corni „erinnert ein wenig an einen Disney-Soundtrack, aber Saxophonist Trovesi hilft dem Orchester diese Verankerungen zu lösen“. Das Album schließt mit der zweiten Suite, dem ambitionierten „Ambulat hic armatus homo“, dem mit 13½ Minuten längsten Stück, das ältere Kompositionen zum L’homme armé aufgreift und – ähnlich wie „La maschere“ – mit unterschiedlichen Tonlagen und Stimmungen aufwartet.

## Rezension
Das Magazin Down Beat zeichnete Around Small Fairy Tales mit 4½ Sternen aus. Die Kritiker Richard Cook und Brian Morton verliehen im The Penguin Guide to Jazz dem Album die Höchstwertung; es sei „eine lebendige und farbige Musik, vom Jazz berührt, aber letztlich genauso verwurzelt mit den Traditionen, die er mit seinem Geburtsort Nembro verbindet. (…) herzzerreißend romantisch in Teilen, aber im Allgemeinen durch Trovesis eigene Beiträge mit einer Andeutung von Schroffheit darunter, ist dies unterhaltsam, entweder als Weltflucht-Soundtrack oder als eine intelligente und höchst handwerklich [gefertigte] Mischung aus übereinstimmenden Zutaten.“
In seiner Besprechung des Albums bei Allmusic ging Tom Schulte auf die enge Verwurzelung italienischer Jazzmusiker in der italienischen Musiktradition ein; diese Fusion sei selten so wirkungsvoll und großartig gelungen wie in der Kammerjazz-Konzeption des vorliegenden Albums. „Jeder Jazz-Takt folgt mit einer Anspielung auf Bestandteile von Barock- oder Renaissancemusik, bevor er zu irgendetwas Traditionellem zurückkehre. Dieser Effekt ist wunderbar und magisch. Das vorherrschende Vibraphon hält diese Stimmung in einer sinfonischen Sprache.“ Obwohl das Album eine Ansammlung getrennter Stücke ein, schaffe Bruno Tommasi als musikalischer Leiter „ein konzeptuell in sich geschlossenes Werk.“ Mit der zurückhaltend eingesetzten Rhythmusgruppe und den vorherrschenden Streichern bekämen die Tales (abgesehen vom rhythmisch angelegten „Dance for the King“) eine luftige, freie und leichte Grundstimmung.
Robert Spencer nannte Small Fairy Tales in seiner Besprechung „ambitionierte und weitgehend gelungene Platte.“

## Titel des Albums
- Soul Note 121341-2

1. Sia Maledetta L’ Acqua (anonym, Neapel 16. Jahrhundert) – 6:24
2. Le Maschere: Pierrot – 6:23
  1. Pierrot (Prologo) – 1:49
  2. Puppet Theatre – 2:42
  3. Pierrot (Epilogo) – 1:50
3. Dance For A King – 7:22
4. La Pazzia – (Bruno Tommaso/Mutti Valentina) – 7:12
5. C’era Una Strega, C’era Un Fata – 4:52
6. Verano – 5:32
7. Illimani (Gianni Bergamelli) – 7:06
8. Ambulat Hic Armatus Homo: - 13:29
  1. Introito – 2:07
  2. Cantus I – 4:29
  3. Armatus Homo – 1:17
  4. Cantus II – 1:40
  5. Triadi - :40
  6. Kyrie (dalla Messa L’homme armé von Guillaume Dufay) – 1:40
  7. L’Homme armé (anonym, 14. Jahrhundert) – 1:35

- Alle anderen Kompositionen stammen von Gianluigi Trovesi.

## Musiker
Gianluigi Trovesi (Altsaxophon, Klarinette),
Bruno Tommaso (Arrangement, Leitung),
Emilio Soana (Trompete),
Ombretta Maffeis (Flöte),
Giuseppina Gerosa (Oboe),
Stefano Montanari (Violine-Solist), Stefania Trovesi, Cesare Zanetti, Anita Anghelova, Ettore Begnis, Agata Borgato, Alessia De Filippo, Marina Valota (Violine),
Graziano Spinnato, Flavio Ghilardi (Viola),
Flavio Bombardieri, Giovanna Cividini (Cello),
Elena Corni (Harfe),
Andrea Dulbecco (Vibraphon),
Marco Esposito (Bassgitarre),
Roberto Bonati, Riccardo Crotti (Kontrabass),
Vittorio Marinoni (Schlagzeug),
Stefano Bertoli (Perkussion).